# Statsbankrutt
Statsbankrutt eller statskonkurs är när en stat helt eller delvis ställer in betalningen av sin statsskuld, eller andra betalningar. Begreppet används oavsett om orsaken är oförmåga eller ovilja att betala.
Till skillnad från när företag är på obestånd, finns inga fastställda konkursförfaranden för stater. Det innebär att tillgångar inte kan tas över med tvång. Självständigheten fortsätter formellt gälla till skillnad från konkurs i företag och hos personer. De exakta följderna av en statsbankrutt är därför en fråga för förhandling med långivarna, men påverkar förutom staten normalt även bankväsendet och valutan kraftigt. En betalningsinställelse i den egna valutan brukar för statens del undvikas genom att trycka sedlar och/eller konstgjort skapa tillgodohavanden i centralbanken ("trycka elektroniska pengar"). Det skapar valutakursfall och inflation, ibland hyperinflation. Statsbankrutt avser därför skulder i utländsk valuta. Normalt för statens del är att skulden skrivs ner med en viss andel, för att den återstående skulden ska vara hanterbar. En statsbankrutt gör det normalt mycket svårt för en stat att ta upp nya lån under en följd av år framöver.

## Historia
Statsbankrutter har förekommit många gånger i historien, redan under antiken. Under Filip II:s regeringstid 1556–1598 gick Spanien i statsbankrutt fyra gånger. I nyare tid har det bland annat inträffat i Frankrike (flera gånger under 1700-talet), under 1800-talet i Spanien (sju gånger), Österrike (fem gånger), Danmark (1813), Ryssland, Osmanska riket (1876), Portugal (1892), Grekland (1897) och i flera stater i Sydamerika. Efter första världskriget följde en rad statsbankrutter, de första i Ryssland (1918) och Tyskland (1923). Tyskland hade ytterligare en statsbankrutt 1945 i samband med Andra världskrigets slut. Under senaste åren har bland andra Ryssland (1998), Ecuador (1999), Argentina (2002) och Uruguay (2003) gått i statsbankrutt. Grekland kan anses ha gått i statsbankrutt 2011 eftersom värdet på utställda statsobligationer har skrivits ner med 21 procent.[källa behövs]
Även i Sverige har staten skrivit ner sina skulder på sätt som kan betecknas statsbankrutt, senast 1834, detta genom så kallad myntrealisation. Vid dessa tillfällen har av Riksbanken utgivna sedlar och underhaltiga metallmynt inlösts till ett lägre värde än sitt nominella värde i silver. Myntrealisationer inträffade på 1360-talet och 1593. I samband med slutet av det Stora nordiska kriget gjordes en myntrealisation med Karl XII:s nödmynt, där värdet av mynten skrevs ner 1719. Inlösenrätten mot silver avskaffades 1745 efter det Svensk-ryska kriget 1741–1743 men återställning av inlösenrätten betraktades som ett självklart mål för penningpolitiken. År 1777 inlöstes utestående sedlar i silver till hälften av sitt nominella värde (Liljencrantska myntreformen). Nästa myntrealisation skedde 1803, då 15 miljoner riksgäldssedlar (statsobligationer) som utgivits av Gustav III i samband med kriget mot Ryssland 1788–1790, inlöstes till 2/3 av sitt värde, vilket motsvarade marknadsvärdet. För att få kontanter till detta sålde Sverige staden Wismar. Inlösenrätten återinfördes 1803 men avskaffades redan 1810. Den senaste myntrealisationen skedde 1834, då riksbankssedlarna inlöstes till 3/8 av det nominella värdet, och silvermyntfot infördes..
I samband med Napoleonkrigen valde Sverige 1812 att skriva av alla skulder i statsobligationer som ägdes av personer i Frankrike och i länder som kontrollerades av Frankrike. Det innebar att cirka hälften av alla utestående statsobligationer blev värdelösa.